# 자카리아 아부클랄
자카리아 아부클랄(아랍어: زكريا أبوخلال, Zakaria Aboukhlal, 2000년 2월 18일 ~ )은 모로코의 축구 선수로, 현재 이탈리아 세리에 A의 토리노 FC와 모로코 축구 국가대표팀에서 공격수로 뛰고 있다.